# 1285 en santé et médecine
| Années de la santé et de la médecine : 1282 - 1283 - 1284 - 1285 - 1286 - 1287 - 1288    |
| Décennies de la santé et de la médecine : 1250 - 1260 - 1270 - 1280 - 1290 - 1300 - 1310 |

Cet article présente les faits marquants de l'année 1285 en santé et médecine.

## Événements

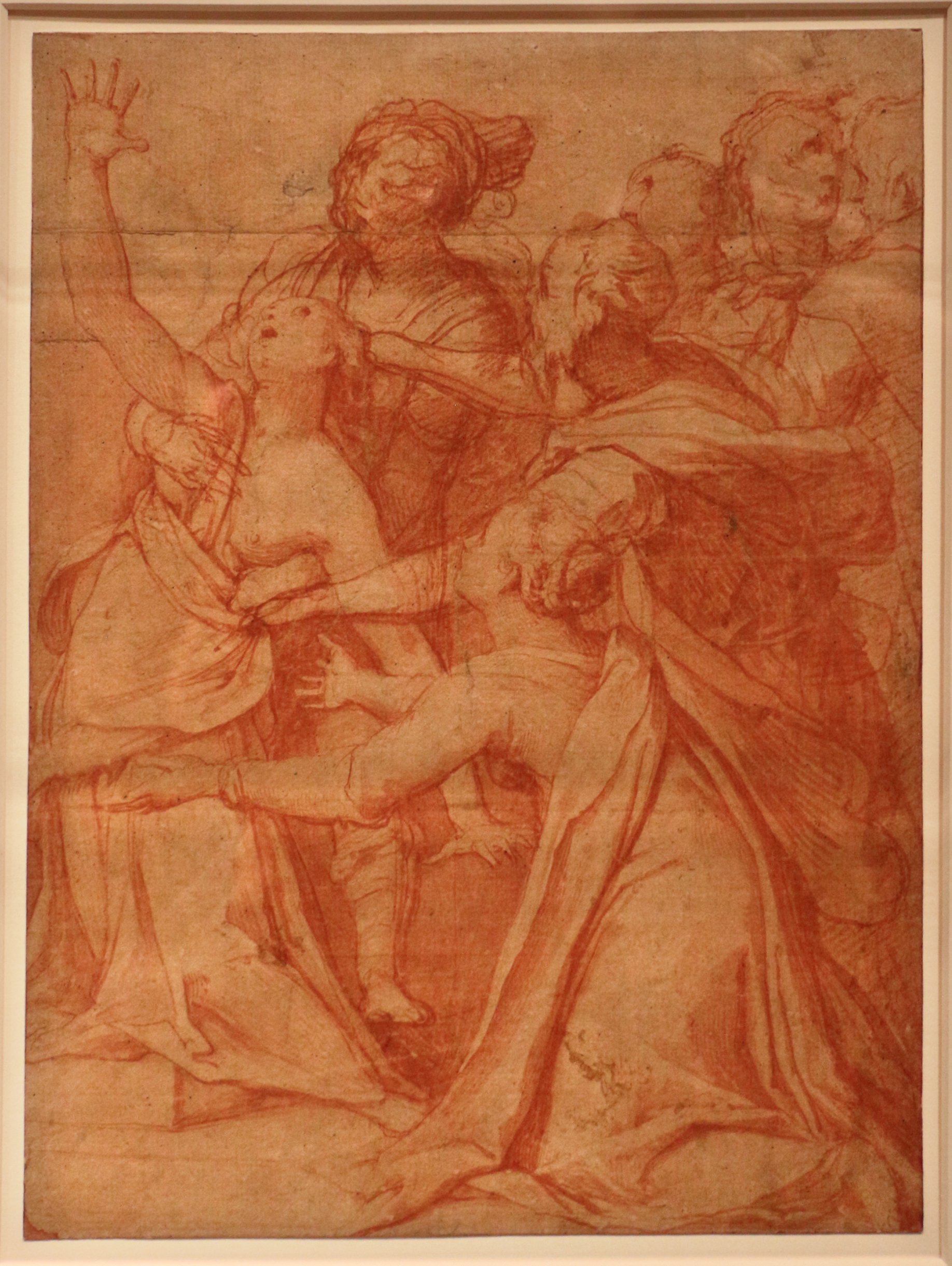
Saint Philippe Benizi guérit une possédée Taddeo Zuccari, 1557

- 2 octobre : Philippe le Hardi meurt à Perpignan d'une maladie contractée au siège de Gérone, probablement le typhus[1].
- Bernard de Gordon, professeur de médecine à Montpellier, « parle de la petite vérole comme d'une maladie très fréquente et très répandue en France, de son temps[2] ».
- Fondation de l'hôpital Sainte-Avoye à Paris par Jean Séquence, curé de Saint-Merri, et par Constance de Saint-Jacques, « pour y recevoir cinquante pauvres femmes veuves âgées de cinquante ans[3] ».
- Fondation à Gray, en Bourgogne, par Girard d'Arc, d'un hôpital au bord de la Saône[4].
- L'hôpital Saint-Antoine, à Monistrol, est attesté dans le répertoire des hommages de l'évêque du Puy[5].
- Première mention des léproseries de Bayet et de Joze, en Auvergne[6].
- 1285, 1288 et 1290 : l'empereur de Chine Kubilai Khan envoie des missions en Inde du Sud pour enquêter sur les médecines ayurvédique et jaïnique[7].

## Personnalités
- 1271[8]-1285 : fl. Henri du Perche, chirurgien juré de la prévôté de Paris « cité dans l'enquête sur les miracles de Saint Louis[9] » ; en 1271, il a décrit « le cas d’un jeune homme d’une vingtaine d’années atteint d’un œdème unilatéral de la cheville remontant progressivement vers la cuisse » ; en termes actuels et vu l'âge du patient, on peut suspecter qu'il s'agit d'une thrombophilie[8].
- 1285-1292 : fl. Foulques de la Charité, médecin du roi de France Philippe le Bel[10].

## Décès
- 22 août : Philippe Benizi (né en 1233), philosophe et médecin italien, qui fut ministre général de l'ordre des servites de Marie et canonisé par l'Église catholique[11],[12].
- Après 1275 et probablement entre 1280 et 1285 : Guillaume de Salicet (né en 1210), moine dominicain et médecin lombard[13].